# Dobó Katica

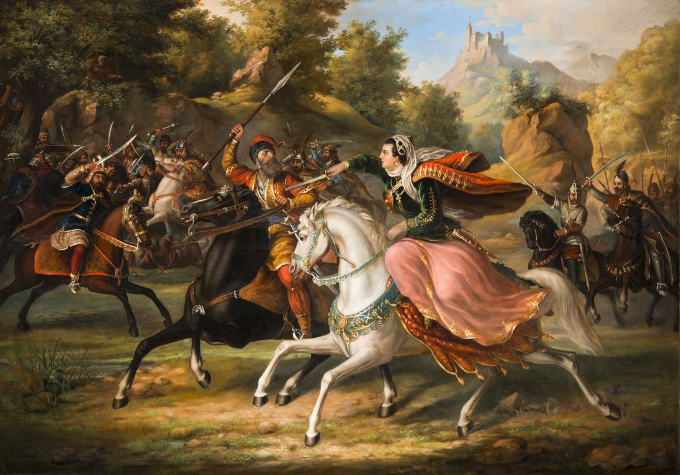
Kiss Bálint: Dobó Katica (1858)

Dobó Katica egy fiktív történelmi alak a XVI. században, semmi köze nincs a valós történelmi eseményekhez: Tóth Kálmán (1831–1881), a költő és színdarabíró 1862-ben történeti vígjátékot írt Dobó Katica címen, azaz ő (Tóth Kálmán) találta ki Dobó Katica alakját. A darab sikere után Dobó Katica a magyar nép történelmi tévhitei közé került.
Az irodalomban a hősnő története a következő:
Dobó Katica, Eger vár kapitányának, Dobó Istvánnak leánya, apja segítségére női csapatot szervez, amely foglyul ejti a várba menekülő Balassi Bálintot, a híres költőt és dalnokot és Hegedűs hadnagyot, aki nem teljesítette pontosan az őrségen kötelességét. Hegedűs, aki szerelmes Katicába, de tőle kosarat kapott, bosszúból a török kezére akarja játszani a várat, de cinkostársait Balassi hazafias dalai annyira fellelkesítik, hogy cserben hagyják Hegedűst, aki végül is kénytelen a magas várfalról alávetni magát. Dobó mind melegebb érdeklődéssel fordul Balassi felé, úgyszintén Katica is, jóllehet nem nyerte meg Balassi tetszését az asszonysereg toborzásával. Az utolsó megrohanásban azonban a nők is kitüntetik magukat s a török kénytelen békét kérni. Dobó nagy kitüntetésben részesül, Katica pedig igazi hivatásának tudatára ébred és Balassi felesége lesz. 

## Emlékezete
- Róla van elnevezve az esztergomi Dobó Katalin Gimnázium.